# Electronics Weekly
Electronics Weekly és una revista comercial setmanal per a professionals de l'electrònica que va ser publicada per primera vegada per Reed Business Information el 7 de setembre de 1960. Va ser el primer diari British Electronics i el seu editor fundador va ser Cyril C. Gee que abans havia estat l'editor de British Communications and Electronics. Està disponible en format imprès i electrònic, i els lectors són auditats per BPA Worldwide, que verifica la seva circulació dues vegades l'any. La tirada de la revista l'any 2007 va ser de 40.918 exemplars. L'agost de 2012 Metropolis International va comprar el títol a RBI.
Els temes tractats a la revista inclouen notícies i característiques sobre disseny, components, producció i investigació, així com notícies i llistats de productes. Electronics Weekly està disponible gratuïtament per a professionals qualificats de l'electrònica. La major part dels ingressos rebuts per finançar la revista prové de la publicitat de display i de contractació.

## Lloc web
ElectronicsWeekly.com és un lloc web per a professionals de l'electrònica i ofereix als usuaris notícies, anàlisis, funcions i històries comercials. El lloc web també ofereix informació a través de blocs i canals RSS.
El març de 2015, ElectronicsWeekly.com va llançar EW Compare, una nova eina de comparació impulsada per OEMsecrets.com, un motor de compres de comparació de preus per a peces i components electrònics. L'eina de comparació està integrada als articles de productes, de manera que els lectors poden cercar notícies de productes, comparar i després comprar en línia a distribuïdors i fabricants d'electrònica autoritzats.

## Blogs
Hi ha una àmplia gamma de blogs a ElectronicsWeekly.com. Inclouen: Manierismes, Made By Monkeys, Gadget Master, Eyes on Android, University Electronics Research, Disti-World i Electro-ramblings.

## Premis Elektra
Electronics Weekly organitza una cerimònia anual de lliurament de premis anomenada The Elektras. Funciona des de l'any 2002 i l'objectiu dels premis és premiar els èxits de persones i empreses de la indústria electrònica europea.